# Roberto Balzaretti
Roberto Balzaretti, né le 22 février 1965 à Mendrisio (originaire de Ligornetto), est un haut fonctionnaire suisse.
Il est ambassadeur de Suisse en France de 2020 à 2024, puis ambassadeur de Suisse en Italie.

## Biographie

### Jeunesse et formation
Roberto Balzaretti est né le 22 février 1965 et a grandi à Ligornetto (aujourd'hui Mendrisio). Enfant, il se rend régulièrement à Sion pendant ses vacances d'été. Il se déclare en 2010 plus facilement francophone qu'italophone. Après ses études au gymnase à Lugano, il accomplit ses obligations militaires et devient officier.
Selon ses propres dires, il n'est pas admis à l'Institut de hautes études internationales et du développement.
Il étudie le droit à l'Université de Berne. Il obtient un doctorat dans la même matière en 1997, sa thèse portant sur la propriété privée et la planification du territoire.

### Carrière professionnelle

#### Débuts de carrière
Balzaretti est au service du DFAE depuis 1991. En 1998 et 1999, il est premier secrétaire pour les affaires politiques à l'ambassade de Suisse à Washington. Après un passage de huit mois au Credit suisse en Suisse romande, il retourne au DFAE au début 2008.
En 1992, il assiste depuis Bruxelles, alors en stage auprès de la mission suisse auprès des Communautés européennes, au refus de la Suisse d'entrer dans l'EEE, mais aussi au dépôt de la demande d'adhésion aux Communautés européennes par Bénédict de Tscharner,,, où il aurait, selon ses propres dires, porté l'attaché-case contenant la demande.

#### Ascension sous Micheline Calmy-Rey

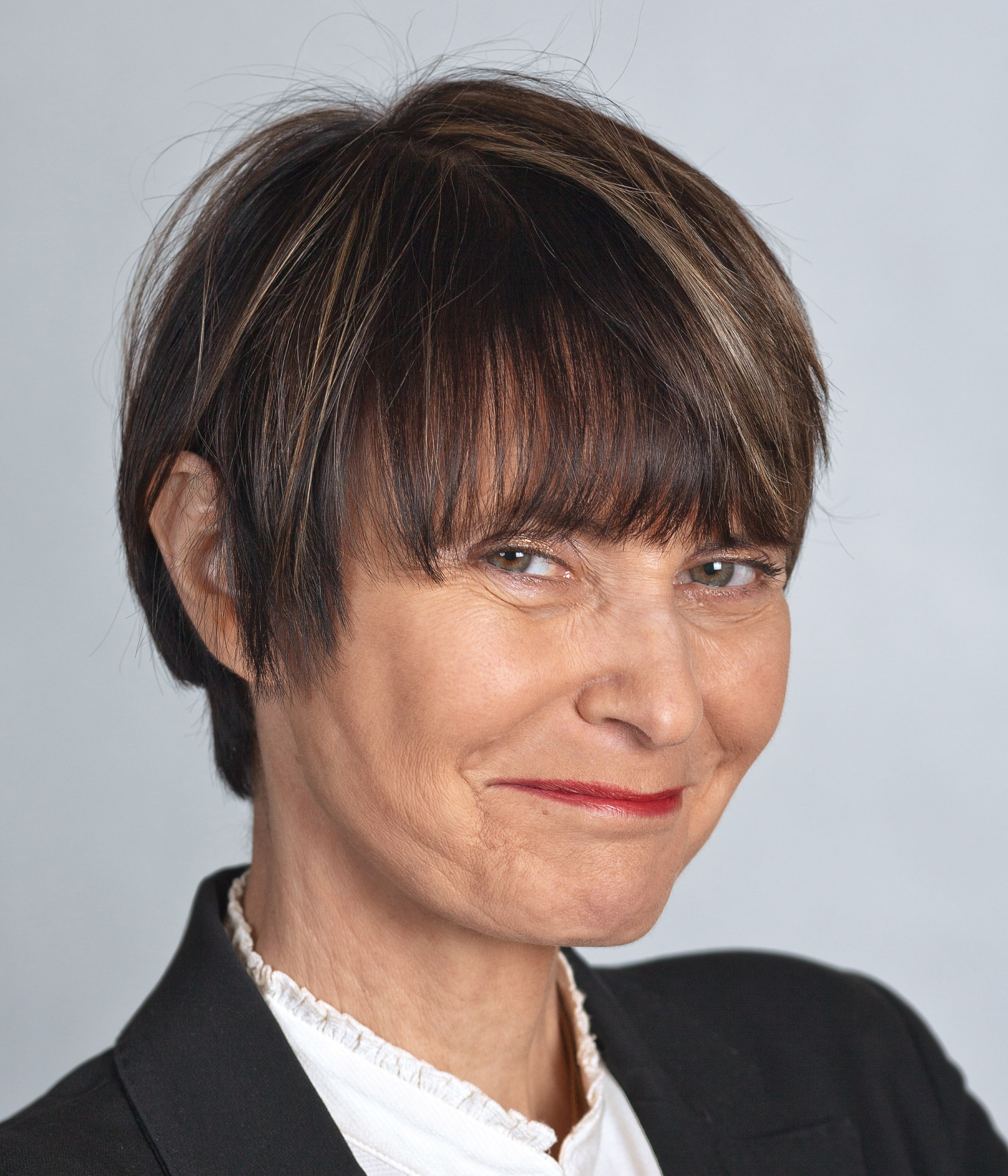
Micheline Calmy-Rey, cheffe du DFAE de 2003 en Suisse à 2011 en Suisse.

En 2003, il est nommé chef de la Division du droit international et du droit humanitaire (aujourd'hui Direction du droit international public).
Après que Micheline Calmy-Rey devient cheffe des affaires étrangères en 2003, Balzaretti devient conseiller diplomatique, puis son chef de cabinet de l'automne 2004 jusqu'à la fin 2007,,. Après être passé auprès de la mission suisse auprès des organisations internationales à Genève et avoir été envoyé spécial de la Suisse auprès du Conseil des droits de l'homme, il devient secrétaire général du DFAE en décembre 2008.
Calmy-Rey, lors de sa nomination comme secrétaire général, considère qu'il est doté d'un flair politique. En retour, Balzaretti a confiance et une « grande estime » en sa conseillère fédérale. Des collègues diplomates jugent qu'il a un « sens politique très affiné ».

#### Chef de la mission suisse auprès de l'Union européenne

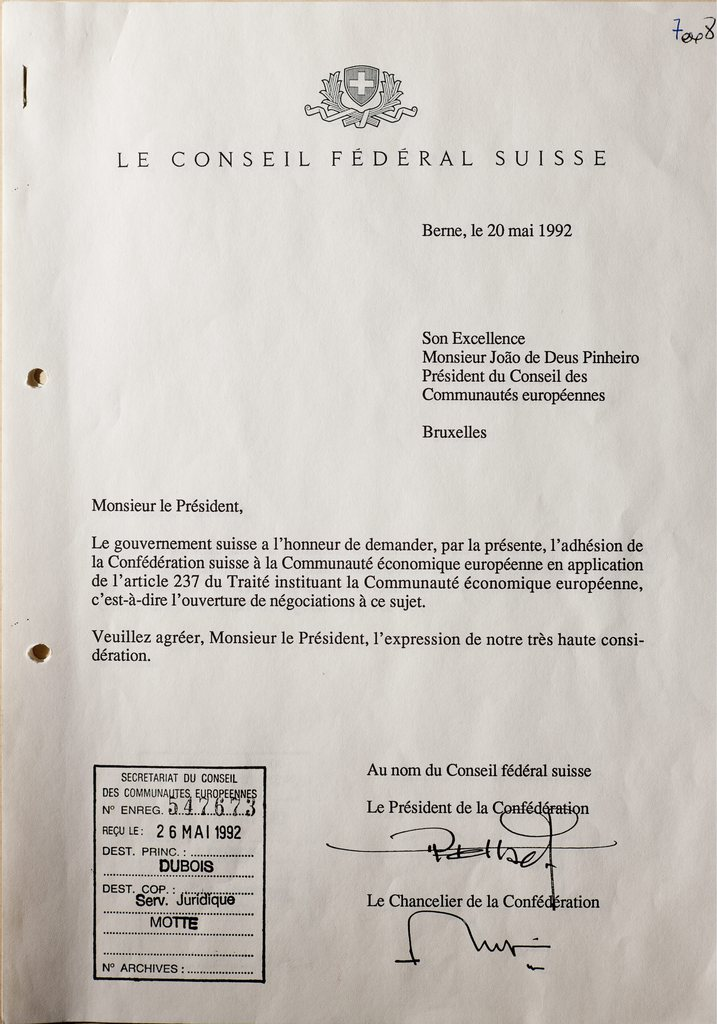
Demande d'adhésion de la Suisse aux Communautés européennes, signée par René Felber (président de la Confédération) et François Couchepin (chancelier de la Confédération) en 1992 en Suisse.

Il devient ambassadeur auprès de l'Union européenne en 2012 et remet ses lettres de créances à Herman Van Rompuy le 11 juillet 2012 et le 12 juillet auprès de José Manuel Durão Barroso. Alors qu'il est à ce poste, il doit gérer les conséquences politiques et diplomatiques de l'acceptation de l'initiative populaire dite contre l'immigration de masse. Toujours dans le cadre de ses fonctions, il s'exprime contre l'initiative dite Ecopop.
Dans une interview en 2014, il considère que les Suisses sont perçus par les instances européennes comme une source de surplus de travail, étant donné que la Suisse veut toujours faire les choses de manière différente. L'élargissement de l'Union aux pays de l'Est n'aurait pas contribué non plus à la simplification des relations bilatérales, étant donné que les pays de l'Est auraient moins de rapports directs avec la Suisse. Il voit toutefois des parallèles entre les rapports de la « machine communautaire » avec les États-membres et les rapports qu'entretiennent la Berne fédérale (administration fédérale, Parlement et commissions) et les cantons.
En 2015, il est invité par le Parlement européen pour s'expliquer sur la marche à suivre après le vote du 9 février 2014.
Politico fait état en 2016 d'un dîner avec des journalistes lors duquel Balzaretti aurait déconseillé aux Britanniques de sortir de l'Union européenne,. Il indique quelques jours plus tard à la presse suisse que les journalistes présents lors de ce dîner n'ont pas eu l'autorisation de le citer. La même année, il est considéré comme favori pour la reprise du secrétariat d'État après le départ d'Yves Rossier ; Pascale Baeriswyl lui sera préféré pour ce poste.

#### Secrétaire d'État, chef de la Direction des affaires européennes

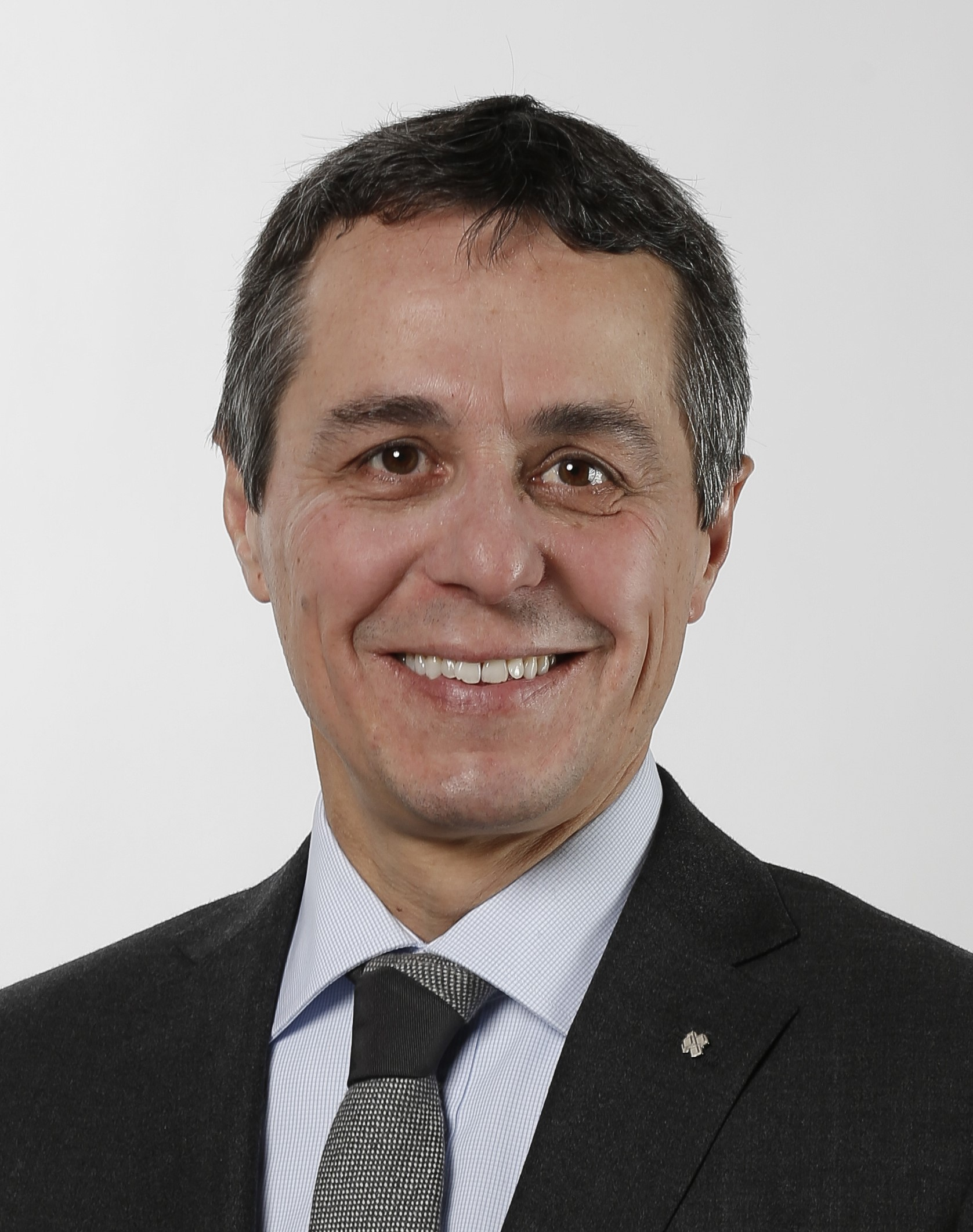
Ignazio Cassis, chef du DFAE depuis 2017.

Avant d'être nommé secrétaire d'État par le Conseil fédéral, Balzaretti affirme ne pas avoir eu de rapport proche avec Ignazio Cassis, n'ayant que seul élément commun la langue. Le 31 janvier 2018, Balzaretti est nommé à la tête de la Direction des affaires européennes, avec le titre de secrétaire d'État (pour la coordination des négociations avec l'UE) ; il entre en en fonction le lendemain. La Tribune de Genève considère que sa nomination solde l'héritage de Didier Burkhalter, prédécesseur de Cassis à la tête du DFAE.
La tâche de Balzaretti, à savoir la phase finale de la négociation de l'accord cadre, est qualifiée par certains médias de mission impossible,.
Dès 2018, il se retrouve critiqué, alors que le Conseil fédéral n'arrive pas à s'entendre sur le sort à réserver à l'accord cadre, selon la NZZ. Cette critique serait injustifiée selon certains journalistes du même journal, car la faute serait à trouver du côté des sept sages pour leur passivité,. Toutefois,  la NZZ le qualifie en janvier 2018 de « undiplomatischer Diplomat » (litt. diplomate non diplomate) pour son style parfois peu orthodoxe.
Paul Rechsteiner, ancien président de l'Union syndicale suisse, considère sa nomination à ce poste comme « maximale Fehlbesetzung für diesen Job » (litt. erreur maximale d'affectation pour ce job).
En 2019, le secrétaire d'État se retrouve sous le feu des critiques du Conseil fédéral, des partis hostiles à l'accord cadre et des syndicats. Corrado Pardini, alors conseiller national socialiste bernois, aurait demandé la démission de Balzaretti. Au printemps de la même année, le collège gouvernement lui aurait sommé de ne plus donner d'interviews, à cause d'une campagne médiatique trop importante de sa part. Carlo Sommaruga, conseiller aux États socialiste genevois, considère à ce propos en 2020 que « sa communication a été mal perçue, ce qui pose problème ».

#### Ambassadeur de Suisse en France

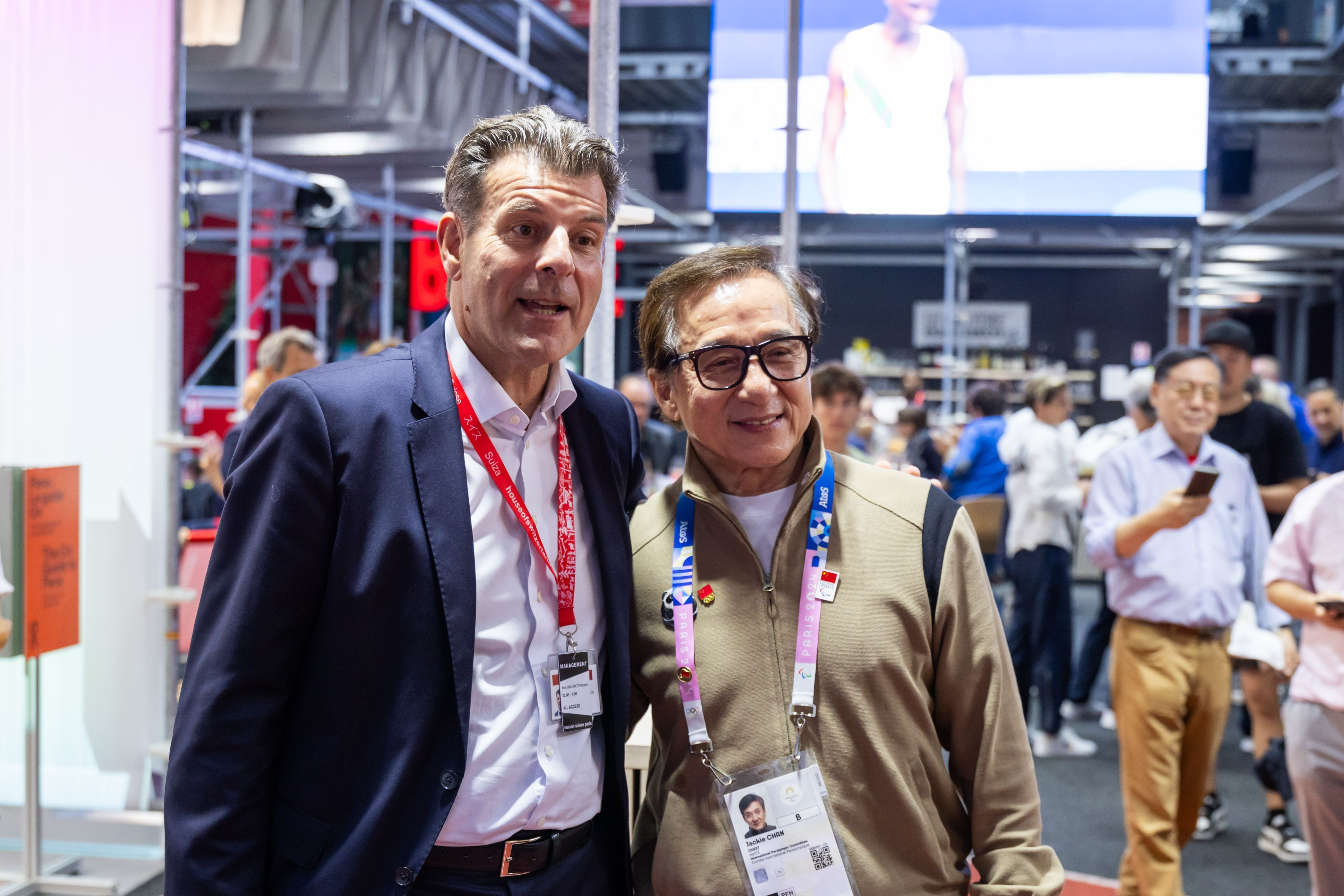
Jeux olympiques d'été de 2024 et Jeux paralympiques d'été de 2024 à Paris : Roberto Balzaretti accueille Jackie Chan le 30 août à la House of Switzerland dans le jardin de l'Hôtel de Besenval, l'Ambassade de la Confédération suisse à Paris.

En août 2020, le Tages-Anzeiger prétend que Balzaretti se serait porté candidat au remplacement de Pascale Baeriswyl. Cette affirmation se fonde sur une note de discussion de Cassis au Conseil fédéral, présentée le 17 août 2020, selon laquelle le conseiller fédéral tessinois aurait voulu faire de Balzaretti une sorte de « super-secrétaire d'État ».
Le passé professionnel de Balzaretti avec Calmy-Rey aurait pu être un atout ; toutefois, il est nommé ambassadeur de Suisse à Paris, en remplacement de Livia Leu Agosti, retenue pour le poste de secrétaire d'État. Cette dernière reprend aussi le mandat de négociation de la Suisse vis-à-vis de l'Europe. Plusieurs médias parlent d'un « sacrifice » de Balzaretti et d'un affront à son ministre de tutelle,.
Selon la Weltwoche, Balzaretti aurait été victime d'une chasse aux sorcières (initiée entre autres par Paul Rechsteiner, Rudolf Strahm et Gerhard Pfister) et d'une guerre par procuration (pilotée par Karin Keller-Sutter, Ueli Maurer, Alain Berset et Simonetta Sommaruga), dirigée en réalité contre son chef, Ignazio Cassis. Cette analyse serait partagée par certains parlementaires PLR.
Le 12 avril 2021, il remet ses lettres de créance au président de la République Emmanuel Macron. En 2022, il lance un tour de France à vélo électrique, intitulé « En route avec la Suisse », afin de sortir de Paris et d'aller à la rencontre des régions et de leurs communautés. Douze étapes sont prévues sur deux ans,,.

### Vie privée
Balzeretti est marié à Cristina et père de cinq enfants. Il pratique le taekwondo,, où il est ceinture rouge. Il a aussi deux sœurs.
En 2014, la Weltwoche le considère comme un doppelgänger de Robert De Niro. Un an plus tard, l'Aargauer Zeitung le compare à un Bruce Willis des diplomates, tant sa résistance aux coups et explosions (politiques) sont dignes de l'acteur hollywoodien. En 2018, la Weltwoche le critique pour ses congés pris pendant l'été et le surnomme « Ferien-Diplomat » (litt. diplomate en/des vacances). Cette critique se fonde sur un article du Blick qui rapporte une remarque de Cassis, mais qui n'aurait été en fait qu'une blague du chef de département.
Il est décrit par Roger Köppel dans un portrait en 2018 comme étant de centre-gauche, ce que Balzaretti conteste (« ni de droite, ni de gauche »). Certains journalistes le pensent « euro-turbo », car présent à Bruxelles déjà en 1992, mais admettent que Balzaretti n'apparaît pas comme un européiste convaincu (« glühender Europäer »). L'UDC le considère toutefois comme trop europhile, voire euro-turbo à cause de sa proximité avec Calmy-Rey et des propos repris par Politico.